# یوسی آدلر اولسن
یوسی آدلر اولسن (دانمارکی: Jussi Adler-Olsen؛ زدهٔ ۲ اوت ۱۹۵۰) ویراستار و نویسنده رمان‌های جنایی اهل دانمارک است.

## گزیدهٔ آثار
- زنی در قفس [نگهبانِ دلایلِ گمشده] (۲۰۱۳)
- اثر پروانه‌ای (۲۰۱۲)
- ژورنال ۶۴ (۲۰۱۰)
- توطئهٔ ایمان (۲۰۰۹)
- قاتلان قرقاول [غایب] (۲۰۰۸)
- خانهٔ الفبا (۱۹۹۷)